# (301021) Sofiarodriguez
(301021) Sofiarodriguez est un astéroïde de la ceinture principale.

## Description
(301021) Sofiarodriguez est un astéroïde de la ceinture principale. Il fut découvert le 23 septembre 2008 à Wrightwood par James Whitney Young. Il présente une orbite caractérisée par un demi-grand axe de 2,23 UA, une excentricité de 0,13 et une inclinaison de 7,1° par rapport à l'écliptique.